# Phrynobatrachus bequaerti
Phrynobatrachus bequaerti é uma espécie de anfíbio da família Petropedetidae.
Pode ser encontrada nos seguintes países: Burundi, República Democrática do Congo, Ruanda e possivelmente Uganda.
Os seus habitats naturais são: regiões subtropicais ou tropicais húmidas de alta altitude, campos de altitude subtropicais ou tropicais, áreas húmidas dominadas por vegetação arbustiva, pântanos e marismas de água doce.
Está ameaçada por perda de habitat.